# Ammiran Szekalim
Ammiran Szekalim (ur. 23 marca 1988 w Ramat ha-Szaron) – izraelski piłkarz grający na pozycji obrońcy. Rozpoczął swoją karierę w sekcji młodzieżowej Maccabi Tel Awiw, a w dniu 22 lutego 2007 roku zadebiutował w drużynie seniorów, gdy wszedł jako rezerwowy w meczu z Maccabi Hajfa w ramach Pucharu Toto. Latem 2008 został wypożyczony do drużyny Hapoel Kefar Sawa grającej w izraelskiej drugiej lidze, a 27 września 2008 roku, zdobył swojego debiutanckiego gola w lidze izraelskiej, w meczu z Maccabi Herclijja.
Latem 2009 roku powrócił do Maccabi Tel Awiw, ale nie rozegrał żadnego spotkania, a w styczniu 2010 roku został wypożyczony do Hapoel Petach Tikwa. W dniu 1 maja 2010 roku, zadebiutował w pierwszej lidze w zwycięskim meczu przeciwko Hapoel Nacerat Illit.
Latem 2011 został wypożyczony do Hapoel Ironi Riszon le-Cijjon. W lecie 2012 roku został wypożyczony z powrotem do Hapoel Petach Tikwa, który spadł z pierwszej ligi.
W lecie 2013 roku został zwolniony z Maccabi Tel Awiw, podpisał umowę z klubem FC Aszdod. Zagrał zaledwie w 11 meczach i zdobył jednego gola i powrócił pod koniec sezonu do Hapoelu Petach Tikwy. W sezonie 2014/2015 wraz z zespołem spadł do drugiej ligi izraelskiej.
W lipcu 2016 roku podpisał kontrakt z Hapoel Ironi Nir Ramat ha-Szaron.